# HD18006
HD18006 — хімічно пекулярна зоря спектрального класу A3, що має видиму зоряну величину в смузі V приблизно  8,8.
Вона  розташована на відстані близько 693,9 світлових років від Сонця.